# Onze-Lieve-Vrouw van Lourdeskerk (Eindhoven)
De Onze-Lieve-Vrouw van Lourdeskerk of Vlokhovense kerk is een voormalige rooms-katholiek kerkgebouw in de Eindhovense wijk Vlokhoven. Het kerkgebouw en de geloofsgemeenschap maken deel uit van de parochie Sint Petrus' Stoel in het stadsdeel Woensel.

## Geschiedenis
In 1919 splitste Vlokhoven zich als zelfstandige parochie af van de Parochie van de Heilige Petrus te Woensel. Aan deze weg werd toen de Onze Lieve Vrouw van Lourdeskerk gebouwd, die ontworpen is door de architect Wolter te Riele. Ze werd ingewijd in 1920. Later werd ze nog uitgebreid onder leiding van architect Hendrik Willem Valk en opnieuw ingewijd in 1933. Valk ontwierp ook het typische torentje dat met een zadeldak werd bekroond. In 1938 kwamen er twee klokken, waarvan de grootste werd gestolen door de bezetter tijdens de Tweede Wereldoorlog. In 1950 kwam er een nieuwe klok.
De Vlokhovense kerk is sinds 8 februari 2015 aan de eredienst onttrokken.

## Gebouw
Het is een landelijk ogend bakstenen kerkje in laatneogotische stijl, waarvan de toren een zadeldak heeft en geflankeerd wordt door een ronde traptoren. In de gevel zijn bakstenen versieringen aangebracht en is een Mariabeeld geplaatst. In de kerk bevindt zich een Lourdesgrot in het linker zijkoor. In de zijbeuken en de zijkoren zijn glas-in-loodramen te vinden van Joep Nicolas, uit 1930. In het hoofdkoor vindt men modernere glas-in-loodramen.